# 우륵의 4곡 달이
달이(達已)는 악사(樂師) 성열현(省熱縣) 사람 우륵(于勒)의 12곡 가운데 제4곡명으로 관개수리의 농악(農樂)과 관련한 향가이다.

## 달이(達已) 곡명의 원전사료
- 《삼국사기》에 우륵이 지은 12곡 가운데 4곡은 달이(達已)[1]이다.

## 달이(達已)와 달기(達己) 곡명의 지명설
- 달이(達己)는 신라 때 우륵이 지은 가야금 12곡 중 넷째 곡조. 달기.[2]라고 하였다.
- 달이(達已)는 지금의 전남(全南) 여수(麗水)와 돌산읍(突山邑) 일대로 비정한다[3][4]
- 달기(達己)는 경상북도 예천군 다인지방의 이름이므로, 달기는 우륵이 현재의 다인지방에서 불리던 민요 같은 노래를 가야금곡으로 편곡한 것으로 추정된다.[5]
- 달기(達己)는 이병도(李丙燾)·양주동(梁柱東)·김동일은 예천(醴泉) 달기(達己), 말송보화(末松保和)는 달기현(達己縣), 전중준명(田中俊明)은 하동군(河東郡)[6]으로 비정했다.

## 달이(達已)와 달기(達己)[7]곡명의 지명과 분석
- 다인현(多仁縣)은 본래 달사현(達巳縣) 혹은 다사(多巳)라고 한다. 경덕왕(景德王)이 이름을 고쳤다.[8][9]
- 《삼국사기》에, 12곡은 번다하고 또 음란해서 우아하고 바르다고 할 수 없다. 마침내 5곡으로 요약하였다.[10][11]라는 사료에서 우륵의 12곡명은 보편적으로 유희적인 음악에서 5곡으로 과감히 축소하여 신라의 대악(大樂)으로 발전한 것이므로 우륵의 12곡명은 국명으로 판단할 수 없다.
- 우륵의 12곡 가운데 네번째 곡명 달이(達已)는 달회의 논둑다지기 수전농경의 향가로 유추한다.[12]